# Talbotiella gentii
Talbotiella gentii é uma espécie vegetal da família Fabaceae.
Apenas pode ser encontrada no Gana.
Está ameaçada por perda de habitat.